# Kommunistischer Bund Luxemburg
Der Kommunistische Bund Luxemburg (KBL) war eine an der Politik der Kommunistischen Partei Chinas (KPCh) orientierte marxistisch-leninistische Organisation in Luxemburg, die von 1972 bis 1980 bestand.
Der KBL ging Anfang der 1970er Jahre aus dem „revolutionären Flügel“ der politisch recht heterogenen luxemburgischen Schüler- und Studentenorganisation ASSOSS (Association générale des étudiants luxembourgeois) hervor. Nach dem Auszug der trotzkistischen Fraktion, die 1971 die Ligue communiste révolutionnaire (LCR) gründete, lehnte sich der Rest ideologisch dem Neuen Roten Forum in Heidelberg an, eine der Vorläuferorganisationen des Kommunistischen Bundes Westdeutschland (KBW). Nach intensiven programmatischen Diskussionen wurde im Januar 1972 der Kommunistische Bund Luxemburg als Kaderorganisation gegründet, die die Volksrepublik China zum Vorbild nahm.
Bereits im September 1972 trat eine aus vier Personen bestehende Fraktion um den ehemaligen Herausgeber einiger Zeitschriften der Organisation aus und bildete eine Kommunistische Gruppe Luxemburg (KGL). Eine weitere Abspaltung gab es 1975 mit einer Gruppe, die dann als Kommunistische Organisation Luxemburgs/Marxisten-Leninisten (KOL/ML) auftrat und Marxistisch-Leninistische Blätter herausgab. Eine angestrebte Vereinigung dieser beiden Gruppen, die sich stärker als der KBL an die Politik der KPCh anlehnte, kam nicht zustande. Der KOL/ML kehrte im Sommer 1978 in den Schoß des KBL zurück, wodurch die „Einheit der Marxisten-Leninisten“ wiederhergestellt wurde. Die KGL hatte sich bereits im Laufe des Jahres 1976 aufgelöst.
Im Dezember 1978 rief der KBL zur Gründung einer Alternativen Liste für die Kammerwahlen 1979 auf. Gleichzeitig begann eine Infragestellung des traditionellen marxistisch-leninistischen Weltbildes, was schließlich im Mai 1980 zum Austritt von zwei Dritteln der Mitglieder aus dem KBL und zur Gründung der ökologischen und undogmatischen Fir den Sozialismus führte.
Eine Restgruppe des KBL unter dem Sekretär des Politbüros Charles Doerner war noch bis Ende 1980 aktiv. Das genaue Auflösungsdatum ist nicht bekannt.
Delegationen des Kommunistischen Bundes Luxemburg besuchten mehrfach auf Einladung der KPCh die Volksrepublik China, u. a. 1973, 1976 und 1979, worüber in der chinesischen Presse berichtet wurde. Glückwunschtelegramme und Beileidsschreiben der Politbüromitglieder Charles Doerner und Robert Medernach wurden gelegentlich ebenso in der Peking Rundschau zitiert wie Stellungnahmen aus dem KBL-Zentralorgan Rote Fahne zu aktuellen politischen Ereignissen.
Der KBL verfügte über eine Jugend-, Schüler- und Studentenorganisation mit eigenen Zeitschriften, die schon vor seiner Gründung bestanden (D’Rod Wullmaus, 1970ff.). Das Zentralorgan des KBL war seit 1972 die Rote Fahne, ab 1977 Roude Fändel/Drapeau Rouge (Ende 1980 eingestellt).